# Виндаоний Магн
Виндаоний Магн (лат. Vindaonius Magnus) — римский политический деятель второй половины IV века.
Его отцом был ритор Магн. Виндаоний был учеником оратора Либания. В 364 году он был упомянут как ритор и барристер. Магн был язычником и в правление Юлиана II Отступника в финикийском городе Берите он сжёг церковь, но при Иовиане был принужден воздвигнуть её заново за свои деньги.
Около 373 года Виндаоний занимал должность комита священных щедрот. Тогда он был отправлен императором Валентом II в Александрию, чтобы изгнать епископа Александрийского Петра и поставить на его место Лукия. В 375—376 годах Магн находился на посту префекта Константинополя. Во время его префектства были открыты термы Каросы.